# La mappa che cambiò il mondo
La mappa che cambiò il mondo è un romanzo dello scrittore britannico Simon Winchester.

## Trama
Il romanzo racconta la storia di William Smith, piccolo proprietario terriero dell'Oxfordshire, che aveva un sogno, la realizzazione della prima mappa geologica dell'Inghilterra e del Galles, diventando così il padre fondatore di una nuova scienza. Ma questa sua impresa che lo portò a scontrarsi con i creazionisti lo portò anche alla rovina finanziaria.

## Edizioni
- Simon Winchester, La mappa che cambiò il mondo, traduzione di Federica Oddera, Guanda, 2001,  p. 317, ISBN 88-8246-394-X.